# Osama Akharraz
Osama Akharraz (Copenaghen, 26 novembre 1990) è un calciatore danese, centrocampista del Værebro.

## Carriera

### Club
Ha giocato nella massima serie danese.

### Nazionale
Ha rappresentato le nazionali giovanili danesi.